# Dactylis Glomerata
Dactylis Glomerata – szósty album szwedzkiego doom metalowego zespołu Candlemass. Album doczekał się reedycji w 2006 roku za sprawą studia GMR Music.

## Lista utworów
1. Wiz – 04:05
2. I Still See the Black – 06:19
3. Dustflow – 09:24
4. Cylinder – 01:23
5. Karthago – 06:38
6. Abstrakt Sun – 06:40
7. Apathy – 04:07
8. Lidocain God – 03:31
9. Molotov – 01:30

## Wykonawcy
- Björn Flodkvist – wokal
- Carl Westholm – klawisze
- Leif Edling – gitara basowa
- Jejo Perkovic – perkusja
- Michael Amott – gitara